# Польове Чекурово
Польове Чеку́рово (рос. Полевое Чекурово, чув. Анат Чакă) — присілок у складі Батиревського району Чувашії, Росія. Входить до складу Первомайського сільського поселення.
Населення — 274 особи (2010; 299 у 2002).
Національний склад:
- чуваші — 99 %